# Dorfkirche Bregenstedt

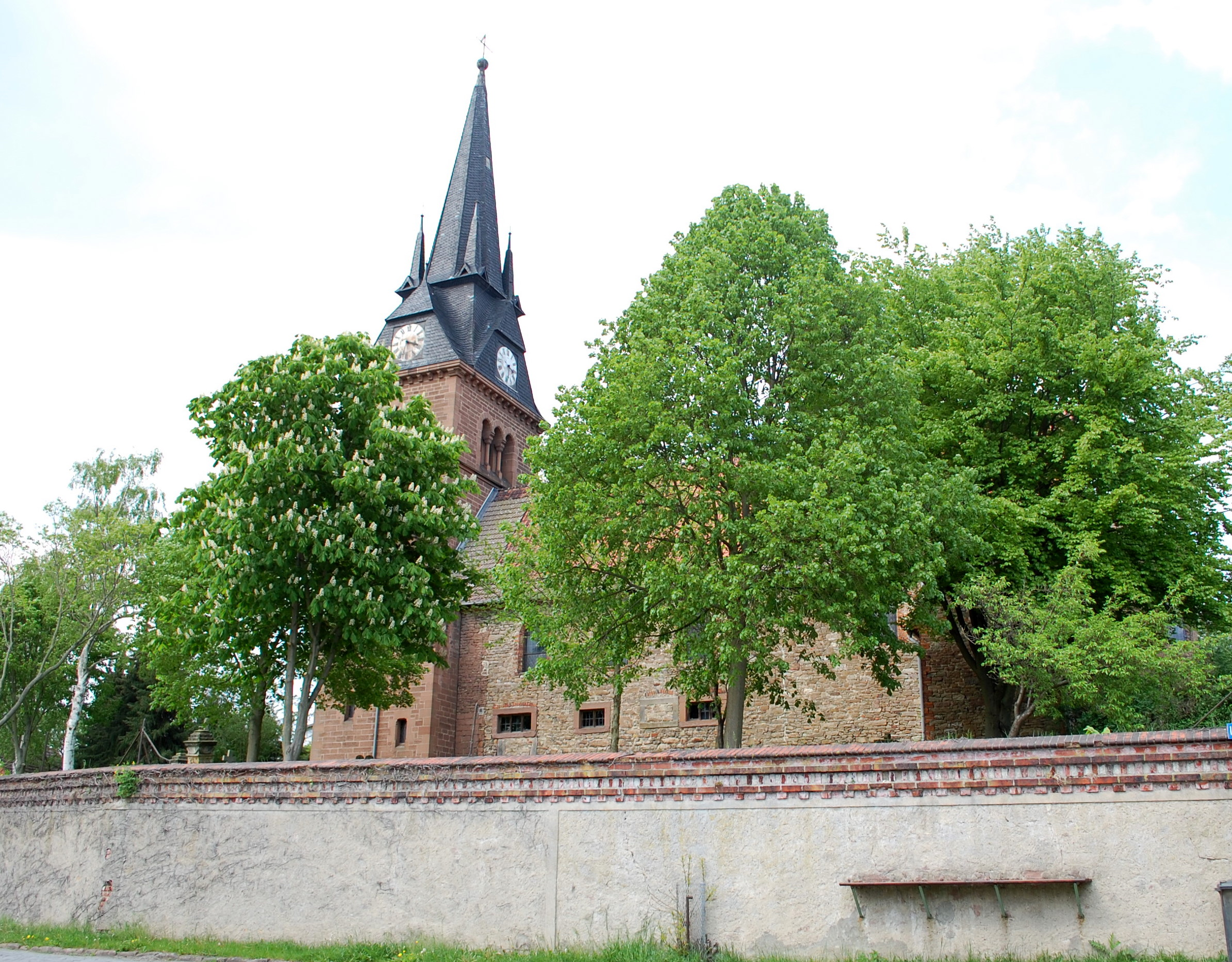
Dorfkirche Bregenstedt

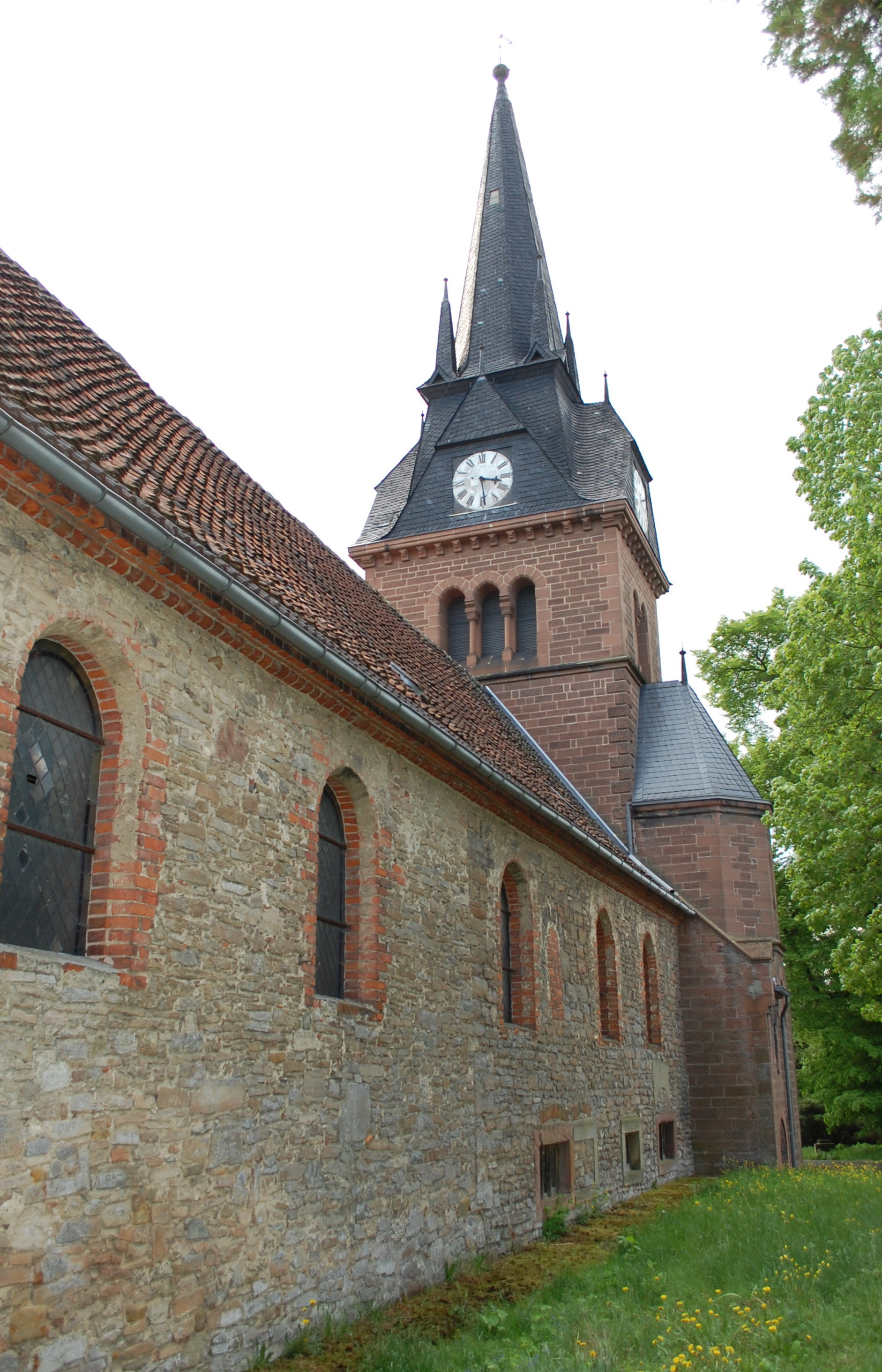
Nordseite

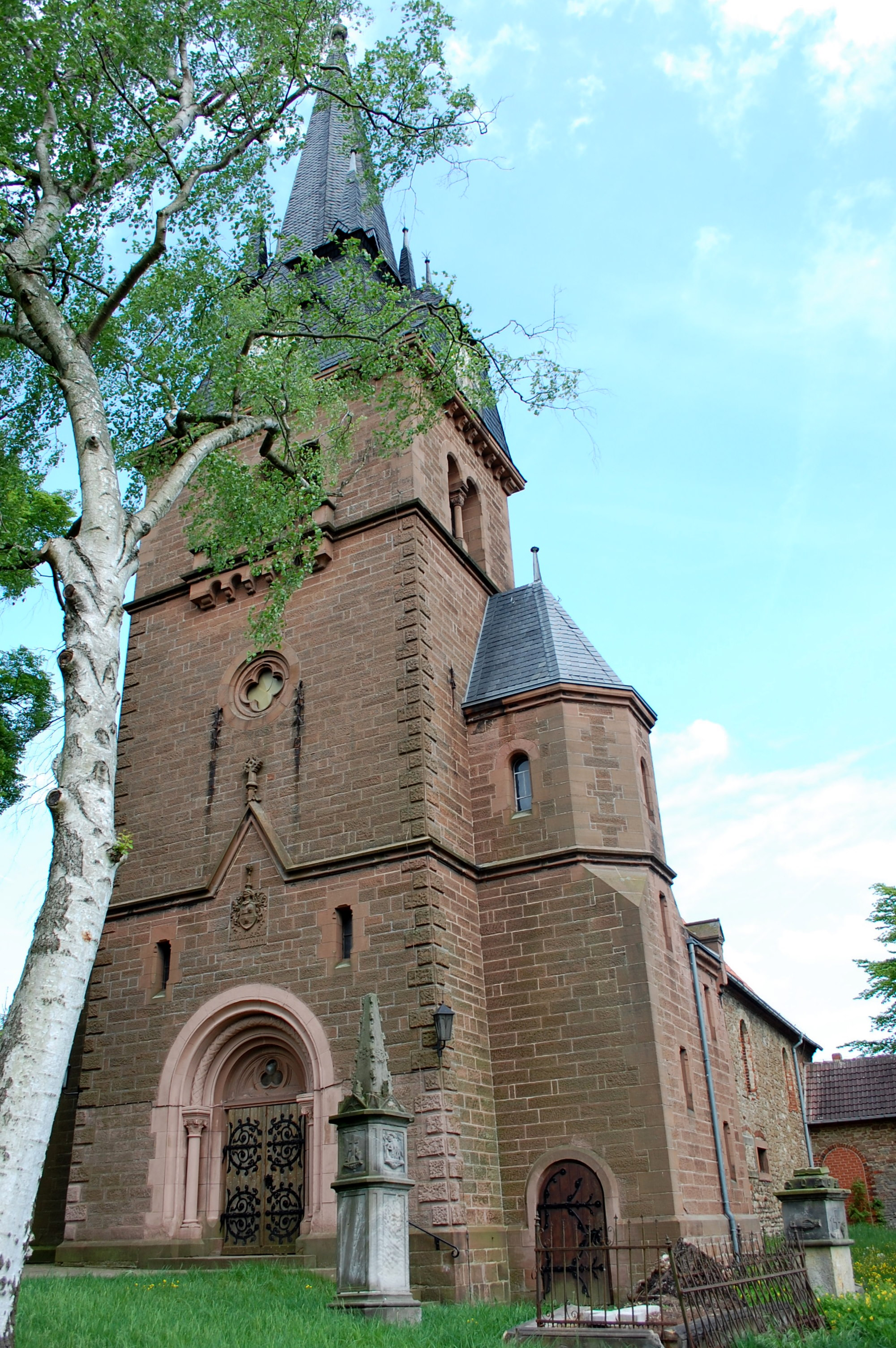
Kirchturm

Die Dorfkirche Bregenstedt ist die evangelische Kirche des Dorfes Bregenstedt in Sachsen-Anhalt.

## Lage
Die Kirche liegt erhöht. Südwestlich befindet sich der denkmalgeschützte Pfarrhof Bregenstedt. Östlich liegt der gleichfalls unter Denkmalschutz stehende Straßenzug Im Winkel und Ölberg.

## Architektur und Geschichte
Das aus Bruchsteinen auf rechteckigem Grundriss errichtete Kirchenschiff geht auf die Zeit der Romanik zurück und stammt in seinen westlichen Teilen wohl noch aus dem 12. Jahrhundert. In diesem Teil des Schiffs finden sich zugemauerte Öffnungen ehemaliger Fenster und Portale. Ende des 17. Jahrhunderts und 1867 erfolgten Erweiterungen des Schiffs nach Osten. Bei der letzten Erweiterung entstand die Apsis. Am auf der Südseite des Schiffs befindlichen Portal sind kleine Säulen angearbeitet.
Der heutige westlich des Kirchenschiffs befindliche neoromanische Turm wurde 1894 nach einem Entwurf von Keller aus Neuhaldensleben angefügt. Er verfügt über eine hohe achteckige Spitze. Seitlich befinden sich Treppenhäuser, die von achteckigen Zeltdächern bedeckt sind.
Das Kircheninnere mit Hufeisenempore wird von einer flachen hölzernen Kassettendecke überspannt. Die Ausstattung stammt wohl überwiegend vom Umbau 1867, hierauf weist eine Inschrift im Scheitel der Apsis hin. So auch die neogotische achteckige Taufsteinkuppa, wobei deren Fuß älteren Ursprung ist. Die hölzerne polygonale Kanzel der Kirche ist klassizistisch, wobei aus Gips gefertigte Figuren, die Jakobus den Älteren, Paulus, Johannes und Petrus darstellen, vermutlich später hinzugefügt wurden. Die Orgel wurde 1861 von Orgelbaumeister August Troch aus Neuhaldensleben im Rundbogenstil eingebaut. Das Untergeschoss des Turms verfügt über ein dreijochiges Kreuzgratgewölbe. Zur Kirche gehört ein Kruzifix aus dem Jahr 1670, das jedoch deponiert wurde.
Die Ausmalung in zum Teil expressionistischen und zum Teil figürlichen Stil wurde 1923 von den Künstlern Fritz Mannewitz und J. Kelle vorgenommen. Die Fenster in der Apsis wurden von Lothar Mannewitz, dem zweitgeborenen Sohn des Fritz Mannewitz entworfen. Im Turmuntergeschoss wurden neutestamentliche Themen dargestellt. An der Nordseite wird die Geburt Jesu, der Ölberg und die Errettung Petri gezeigt. Das leere Grab Jesu, Christi Himmelfahrt und Pfingsten werden auf der südlichen Seite thematisiert. Die Malereien in Apsis und Kirchenschiff stellen Ornamente dar.
Im Umfeld der Kirche befinden sich auf dem Kirchhof mehrere klassizistische Grabstelen aus der ersten Hälfte des 19. Jahrhunderts. Bemerkenswert sind darauf befindliche als Relief gearbeitete Tugendsymbole.